# Armando Cossutta

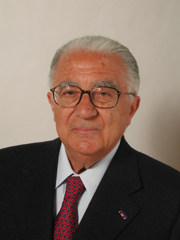
Armando Cossutta, 2006

Armando Cossutta (* 2. September 1926 in Mailand; † 14. Dezember 2015 in Rom) war ein italienischer kommunistischer Politiker.

## Politisches Wirken
Im früheren Partito Comunista Italiano (PCI) stand Cossutta, der enge Kontakte zur Führung der KPdSU unterhielt, an der Spitze des „moskautreuen“ Flügels der Partei. Gegen den eurokommunistischen Kurs des damaligen PCI-Generalsekretärs Enrico Berlinguer opponierte Cossutta ab Mitte der 1970er Jahre vor allem, weil er dessen wachsende Kritik an der Sowjetunion für falsch und schädlich hielt; später beurteilte er dessen Hinwendung zur bürgerlichen Demokratie jedoch positiv. Auf die im Februar 1991 vom PCI auf seinem letzten Kongress vollzogene Umwandlung in den Partito Democratico della Sinistra (PDS), ab 1998 Democratici di Sinistra (DS), reagierte die parteiinterne Opposition mit der Gründung des Partito della Rifondazione Comunista (PRC), der einen überraschend starken Zustrom von beinahe 100.000 Mitgliedern verzeichnen konnte. Vorsitzender wurde Armando Cossutta.

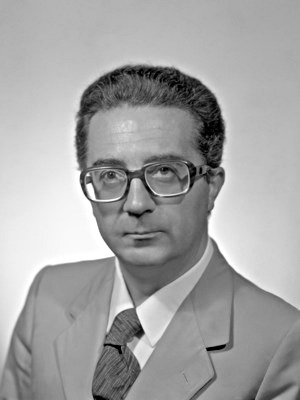
Armando Cossutta, 1972

1997/98 geriet Cossutta jedoch in Konflikt mit dem als nationaler Sekretär neben ihm an der Spitze des PRC stehenden Fausto Bertinotti, der eine Fortsetzung der parlamentarischen Tolerierung der Mitte-links-Regierung unter Romano Prodi wegen dessen als neoliberal eingeschätzter Politik für untragbar befand, während Cossutta das Bündnis der L’Ulivo-Koalition dennoch für das kleinere Übel hielt, das weiter gestützt werden müsse. Dabei fand Cossutta die Unterstützung der meisten PRC-Parlamentarier, konnte an der Basis und im Apparat aber nur einen Teil der Anhängerschaft auf seine Seite bringen. Nach einer Abstimmungsniederlage im Nationalen Politischen Komitee des PRC im November 1998 verließ er die Partei und gründete den Partito dei Comunisti Italiani (PdCI), dem sich schätzungsweise gut 20.000 PRC-Mitglieder (etwa ein Fünftel) anschlossen. Der PdCI trat mit seinen Abgeordneten direkt der Regierung des Ulivo bei. Von 1999 bis 2004 war Cossutta Mitglied des Europäischen Parlaments, wo er der Fraktion der Vereinten Europäischen Linken/Nordische Grüne Linke angehörte.
Armando Cossutta starb am 14. Dezember 2015 nach einem langen Krankenhausaufenthalt im Alter von 89 Jahren in Rom.